# Gudzienięta
Gudzienięta (biał. Гудзянята; ros. Гуденята) − wieś na Białorusi, w obwodzie grodzieńskim, w rejonie oszmiańskim, w sielsowiecie Nowosiółki.

## Historia
W czasach zaborów wieś i osada w gminie Kucewicze, w powiecie oszmiańskim, w guberni wileńskiej Imperium Rosyjskiego. W 1866 roku wieś liczyła 72 mieszkańców w 10 domach, należała do dóbr Mostwiliszki, osada (karczma szlachecka) liczyła 11 mieszkańców (Żydów) w 1 domu. W 1905 roku wieś liczyła 301 mieszkańców, 220 dziesięcin; osada liczyła 3 mieszkańców, 3 dziesięcin, należała do Czapskiego.
W latach 1921–1945 wieś leżała w Polsce, w województwie wileńskim, w powiecie oszmiańskim, w gminie Kucewicze.
W 1931 wieś w 45 domach zamieszkiwało 238 osób.
Wierni należeli do parafii rzymskokatolickiej w Żupranach i prawosławnej w Oszmianie. Miejscowość podlegała pod Sąd Grodzki w Oszmianie i Okręgowy w Wilnie; właściwy urząd pocztowy mieścił się w Kucewiczach.
Po II wojnie światowej w granicach Związku Sowieckiego. Od 1991 w niepodległej Białorusi.